# Sami Yli-Sirniö

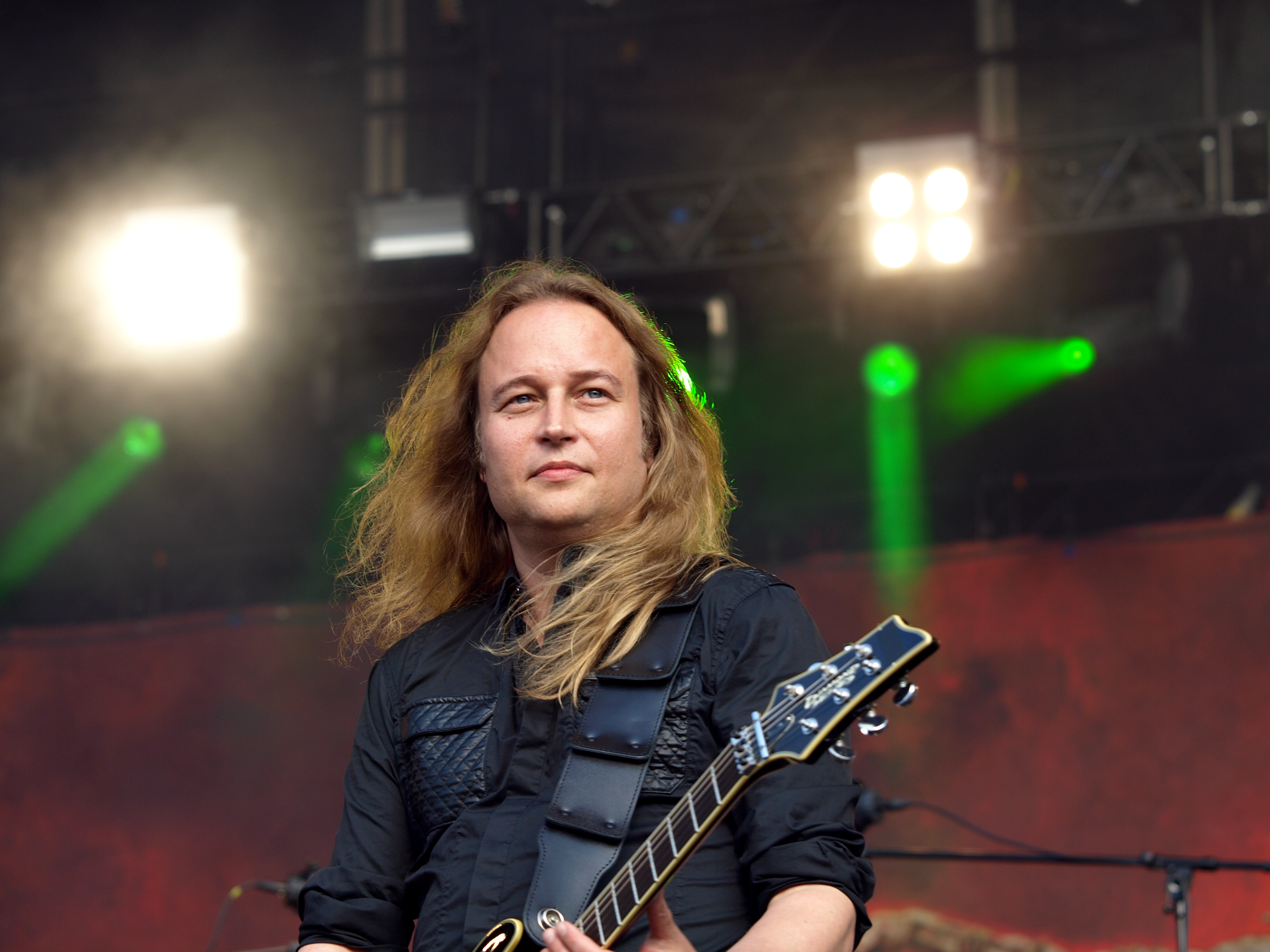
Sami Yli-Sirniö 2013

Sami Yli-Sirniö (* 10. April 1972 in Helsinki) ist ein finnischer Metal-Gitarrist.

## Biografie
1987 stieg Yli-Sirniö bei Brainwash als Gitarrist ein, verließ diese aber als 17-Jähriger zwei Jahre später wieder. Kurz darauf wurde er als festes Mitglied bei Waltari eingestellt.
1995 zogen Waltari für ein paar Monate nach Berlin. Zurück in Helsinki verließ Yli-Sirniö die Band, heiratete die Ex-Waltari-Managerin Silke (später Managerin von HIM) und lebte ein paar Jahre in Berlin und Dortmund. Als Studiomusiker spielte er bei Tiamat, Kyyria und Grip Inc., machte Musik mit In Rags und half 1999 bei Kreator bei ein paar Konzertterminen und Sommer-Festivals aus, als sich deren Gitarrist Tommy Vetterli den Arm gebrochen hatte.
Auf der Radium-Round-Promotion- und Europa-Tournee von Waltari vertrat Yli-Sirniö den für ihn eingestellten Roope Latvala, der im Jahr darauf die Band in Richtung To/Die/For verließ. Nach der Tournee trat Yli-Sirniö als Gast in Waltaris Sinfonie Evankeliumi auf und spielte auf dem Album Channel Nordica – das in Zusammenarbeit mit der Ethno-Band Angelit aus Lappland entstand – zwei Songs (Tráveller und Sámi Eatnan) mit ein. Unter anderem half er auch bei Live-Shows in der Finnischen Nationaloper aus.
Schließlich kehrte Yli-Sirniö 2001 nach Helsinki und somit zu Waltari zurück – obwohl er gleichzeitig als fester Bestandteil bei Kreator galt. In diesem Jahr erschien Violent Revolution, die erste Kreator-Scheibe, die Yli-Sirniö mit eingespielt hatte. Im Anschluss daran folgte eine ausgedehnte Welttournee, die erst November 2002 ihr Ende fand. 2003 spielte er mit Kreator auf einigen Festivals und im Oktober 2003 auf einem Amerika-Turn. Neben Waltari und Kreator spielte er bei drei weiteren Bands (Jimsonweed, All Human Substitutes und seit 2007 Barren Earth).
2004 nahm er mit Waltari das Album Rare Species auf und ging mit ihnen anschließend auf Tour. Im Jahr darauf erschien das Kreator-Album Enemy of God, worauf eine Welttournee von Februar bis November 2005 folgte. Während der Tournee entstand das Waltari-Album Blood Sample. Nun ging es erneut auf Tour – diesmal wieder mit Waltari.
Die Arbeit mit seinen beiden Hauptbands sieht Yli-Sirniö als weitgehend problemlos und abwechslungsreich an. Neben dem 2005er Waltari-Album Blood Sample und dem 2007er Waltari-Album Release Date ist Yli-Sirniö auch als Studiomusiker bei verschiedenen Bands gern gesehen. Im Frühjahr 2007 gab es ein Rock-Hard-Feature unter dem Titel „Der übersehene Gitarrenheld Sami Yli-Sirniö“.
Auf dem 2017 erschienenen Debütalbum Regress To The Saturnine Chapter von Misanthrope Monarch ist Sami bei dem Song Usurping The Throne mit einem Solo vertreten. Des Weiteren steuerte er auf dem Album Welcome To The Show (2019) der deutschen Melodic-Death-Metal-Band In Sanity Gitarrenaufnahmen zum Titel Blood And Clay bei, der auch als Single veröffentlicht wurde.